# Rossomyrmex proformicarum
Rossomyrmex proformicarum är en myrart som beskrevs av Arnol'di 1928. Rossomyrmex proformicarum ingår i släktet Rossomyrmex och familjen myror. IUCN kategoriserar arten globalt som sårbar. Inga underarter finns listade i Catalogue of Life.

## Bildgalleri

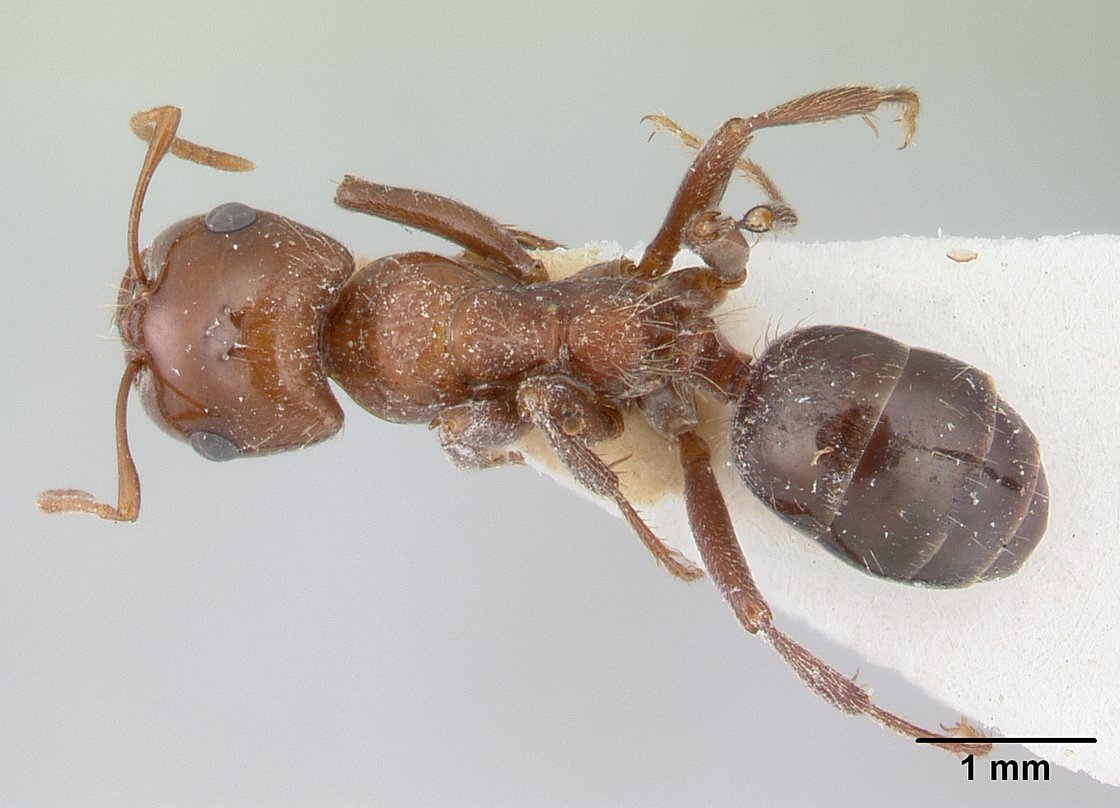
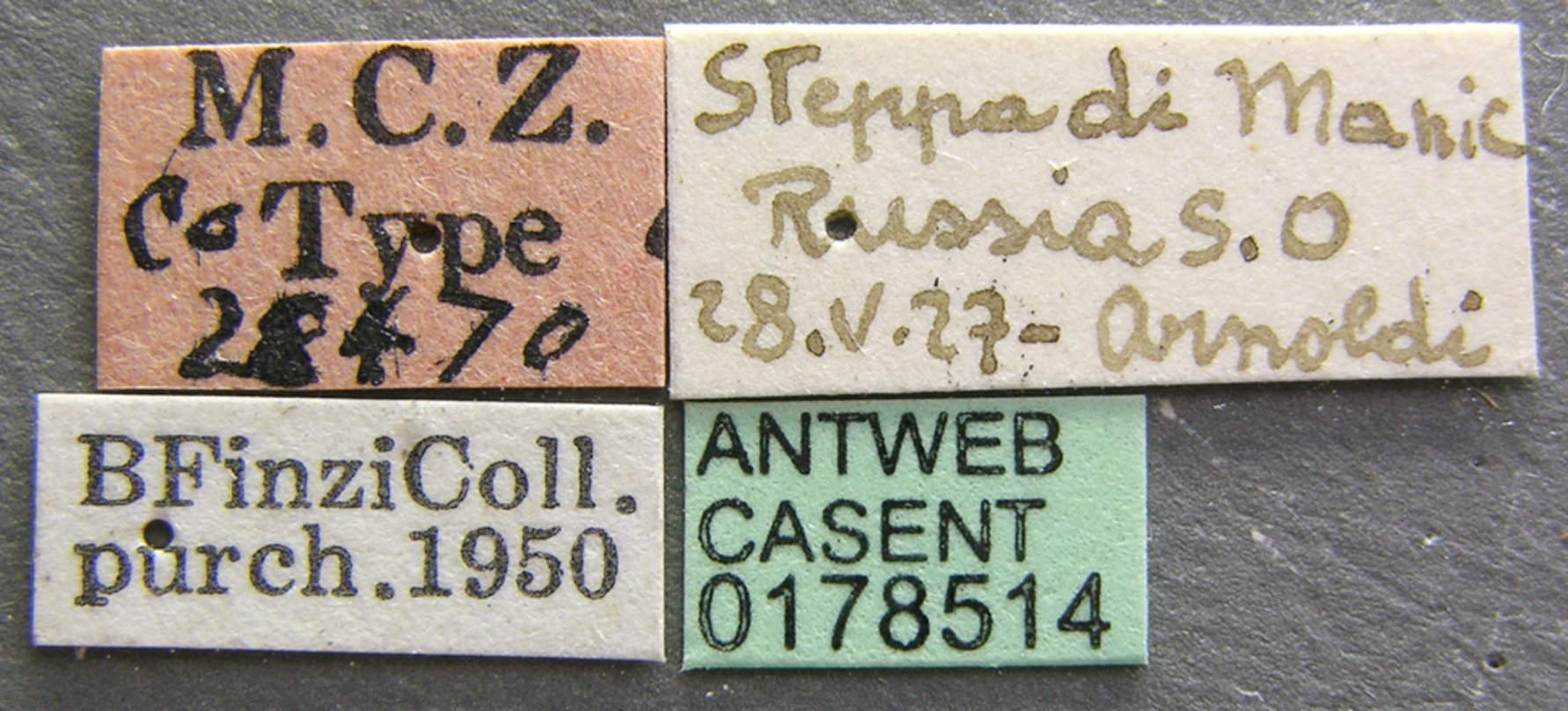
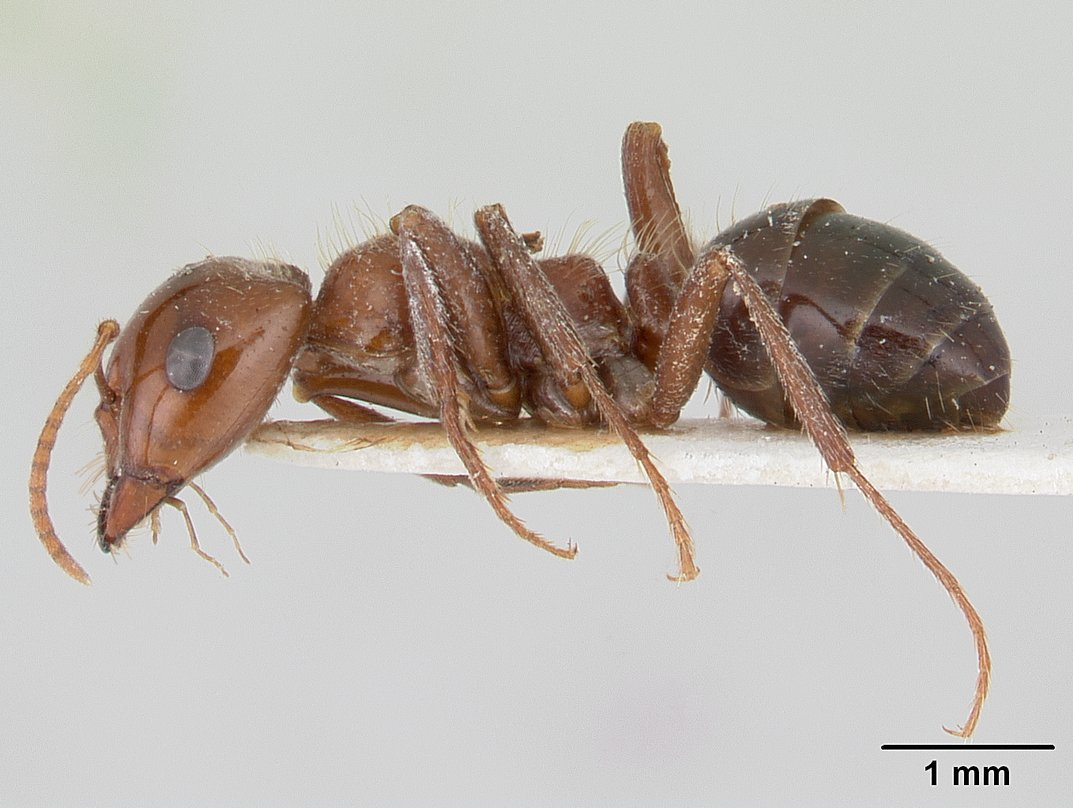